# ヴィーグリーズ

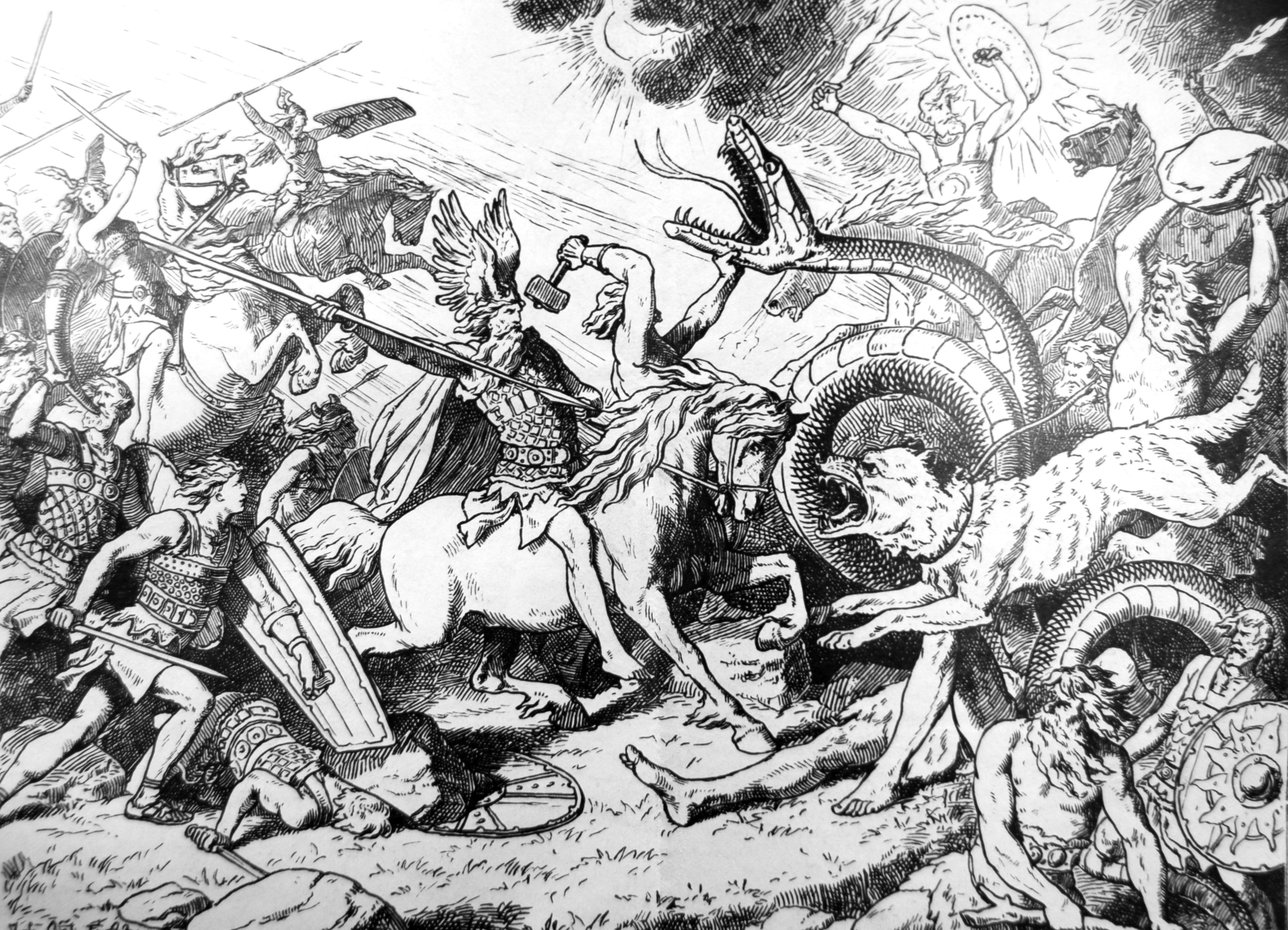
巨人と魔物の軍勢を迎え撃つ神々。

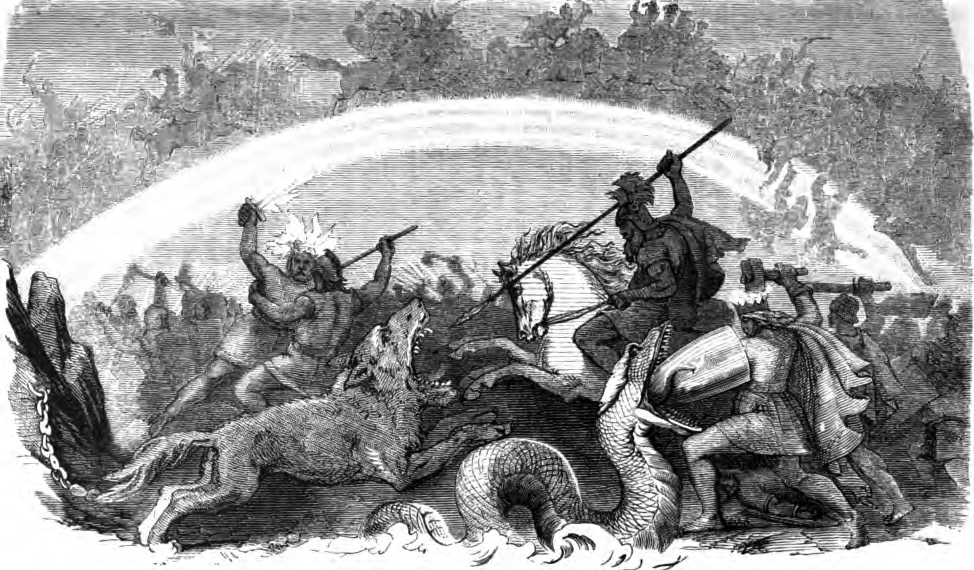
戦闘の様子。

ヴィーグリーズ（ウィグリドとも。古ノルド語: Vígríðr）は、北欧神話において、神々と巨人との最終決戦（ラグナロク）が行われる場所とされている。
『古エッダ』の『ヴァフスルーズニルの言葉』第17 - 18節において、その場所が100平方ラスタ（1ラスタは約12kmもしくは6.4 - 8km（4 - 5マイル）。研究者により異なる）だと語られている。
『スノッリのエッダ』第一部『ギュルヴィたぶらかし』第51章では、ラグナロクの日、ムスペルの子らが馬でヴィーグリーズに進むと語られる。前後が炎に包まれたスルトに従い、虹の橋ビフレストを砕いてムスペルの子らヴィーグリーズに到着する。遅れて、フェンリル、ヨルムンガンド、ロキと彼に従うヘルの軍勢、そしてフリュム以下霜の巨人が続々と到着する。神々は武装してヴィーグリーズへ向かい、巨人の軍勢と激突するとされる。
なお、『古エッダ』の『ファーヴニルの言葉』第14 - 15節においては、スルトとアース神が戦う場所はオースコープニル（古ノルド語: Óscópnir。「醜い物」「異形の物」の意。）という島だとされている。そこへ行くにはビルレストという橋を渡る（「ビフレスト」も参照）。